# Gonepteryx carnipennis
Gonepteryx carnipennis is een vlinder uit de familie van de witjes (Pieridae). De wetenschappelijke naam van de soort is voor het eerst geldig gepubliceerd door Butler.